# Drăgășani
Drăgășani – miasto w Rumunii, w okręgu Vâlcea, w pobliżu prawego brzegu Aluty, stacja kolejowa na trasie Caracal – Râmnicu Vâlcea. Miasto liczyło 22 499 mieszkańców w 2000 roku.
Miasto słynie z okolicznych winnic i produkcji win wołoskich.
Drăgășani zbudowano na miejscu rzymskiej osady Rusidava w Dacji. W 1821 Turcy napotkali tu wojska Aleksandrosa Ipsilantiego, była to kulminacja walk o dominację nad Wołoszczyzną.
W Drăgășani toczy się istotna część akcji serii powieści Nekroskop Briana Lumleya.